# Cmentarz z I wojny światowej w Bydlinie
Cmentarz z I wojny światowej w Bydlinie – cmentarz z okresu I wojny światowej w Bydlinie w województwie małopolskim, w powiecie olkuskim, w gminie Klucze. Pochowano na nim żołnierzy, którzy zginęli podczas bitwy pod Krzywopłotami. 

## Opis cmentarza
Są to dwie kwatery na cmentarzu parafialnym w Bydlinie.  Na pierwszej pochowano 46 poległych żołnierzy Legionów Polskich. Jest wśród nich porucznik Stanisław Paderewski, przyrodni brat sławnego pianisty Ignacego Jana Paderewskiego. Ogrodzenie tej kwatery składa się ze stylizowanych, niskich, betonowych słupków i ozdobnych, ażurowych, również betonowych segmentów. Wejście przez dwuczęściową, metalową furtkę. Głównym elementem ozdobnym (oprócz ogrodzenia) jest stojący na cokole duży betonowy krzyż. Na jego cokole umieszczono dwie pamiątkowe tablice. Wewnątrz ogrodzenia na mogiłach posadzono niskie iglaki.
Na drugiej kwaterze o numerze ewidencyjnym 1212040-002 pochowano 78 żołnierzy z armii rosyjskiej i 206 żołnierzy z armii austro-węgierskiej. Są na niej 3 zbiorowe mogiły obramowane betonowymi słupkami o zaokrąglonych krawędziach. Na jednej z krawędzi obramowanie każdej z mogił zamontowano krzyż łaciński. Na środkowej mogile umieszczona jest prostokątna tablica z ciemnego kamienia z napisem: „Mogiły żołnierzy austriackich i rosyjskich poległych w bitwie – pod Krzywopłotami, Załężem i Bydlinem 17–19 listopada 1914 r."

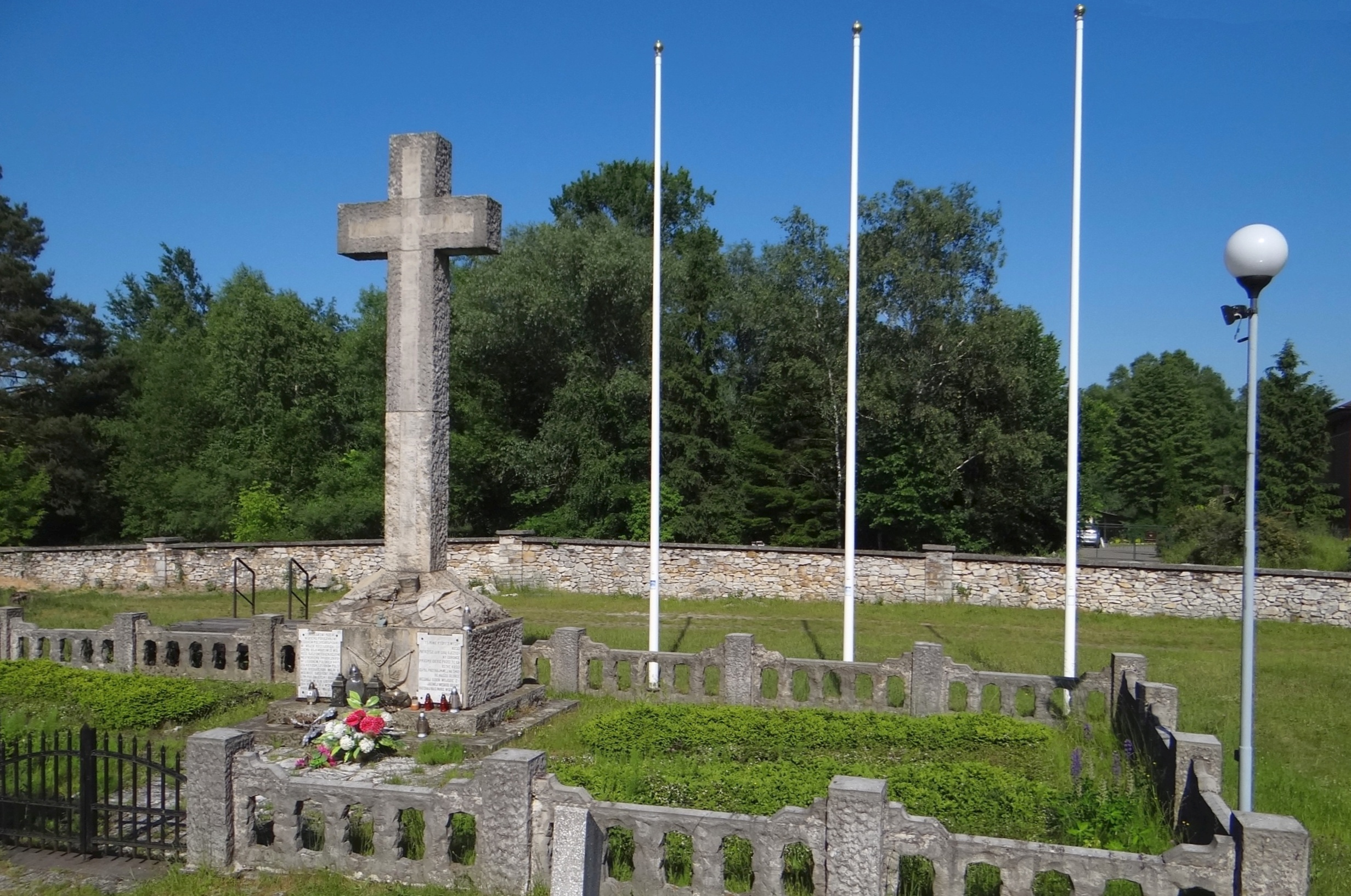
Kwatera legionistów
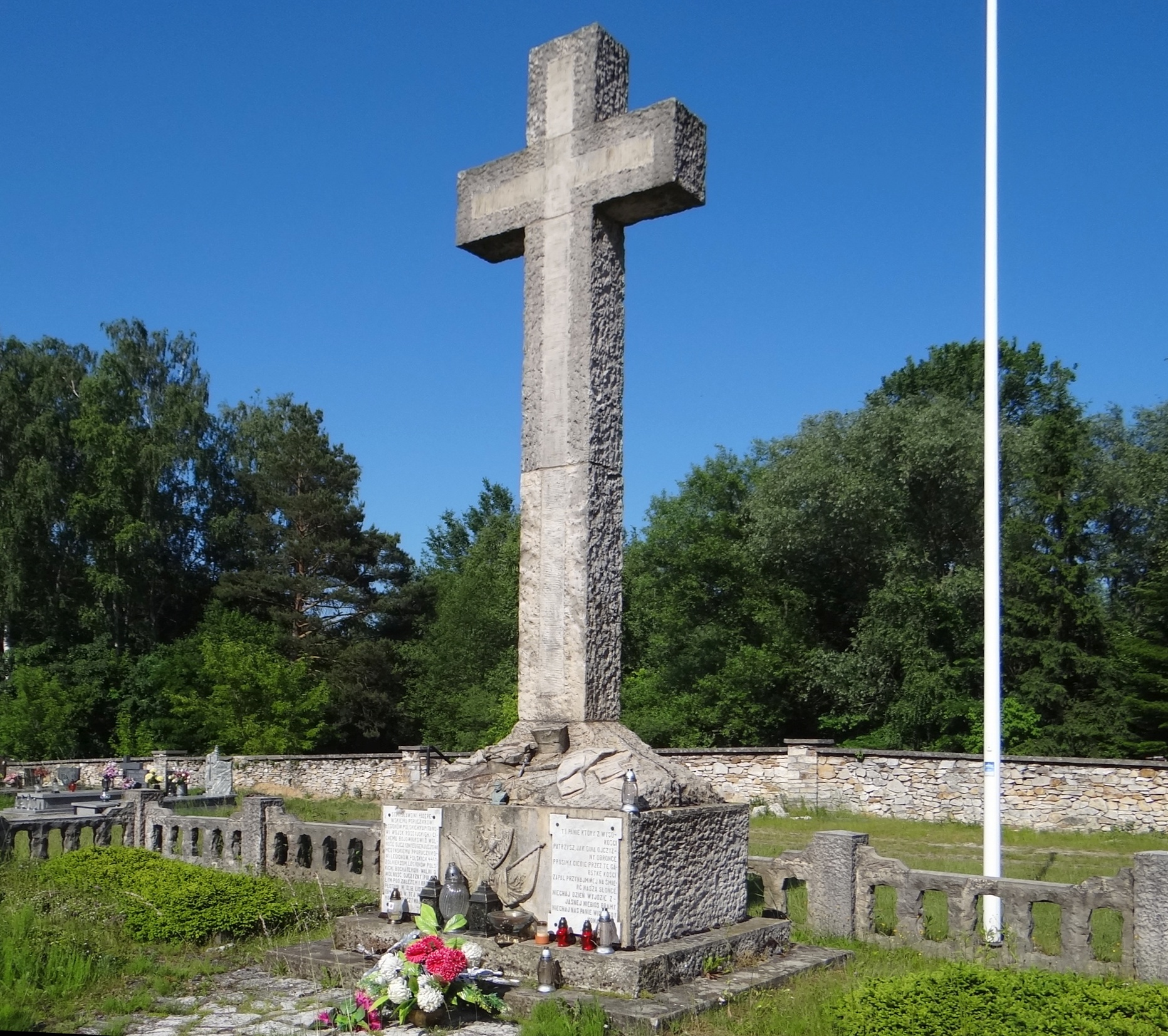
Kwatera legionistów
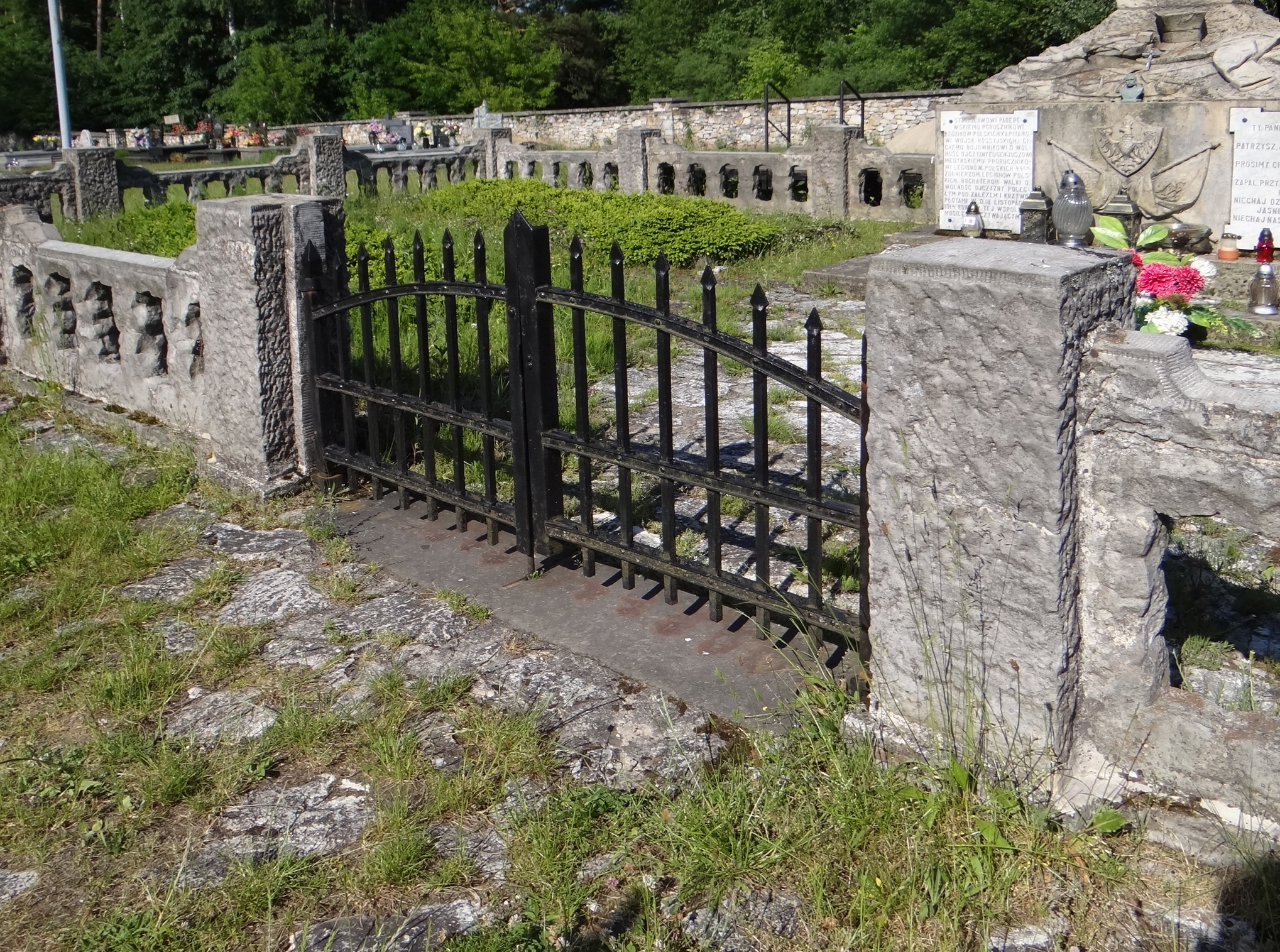
Kwatera legionistów
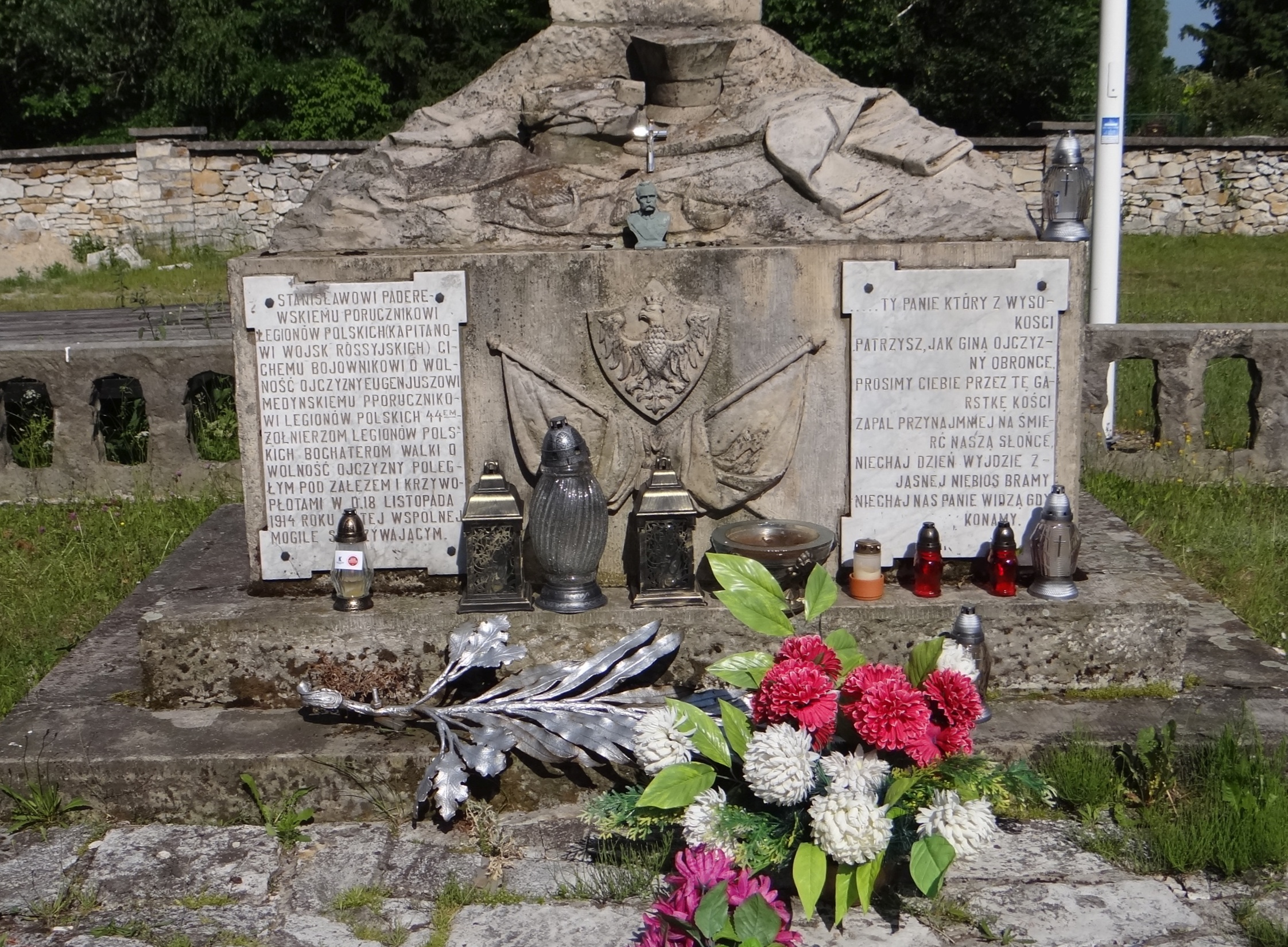
Kwatera legionistów